# Minnesota Timberwolves 2007-2008
La stagione 2007-08 dei Minnesota Timberwolves fu la 19ª nella NBA per la franchigia.
I Minnesota Timberwolves arrivarono quarti nella Northwest Division della Western Conference con un record di 22-60, non qualificandosi per i play-off.

## Roster
| N° | Naz.                   | Ruolo | Sportivo          | Anno | Alt. | Peso |
| -- | ---------------------- | ----- | ----------------- | ---- | ---- | ---- |
| 1  | Stati Uniti (bandiera) | A     | Rashad McCants    | 1984 | 193  | 94   |
| 3  | Stati Uniti (bandiera) | G     | Sebastian Telfair | 1985 | 183  | 75   |
| 4  | Stati Uniti (bandiera) | A     | Randy Foye        | 1983 | 193  | 95   |
| 5  | Stati Uniti (bandiera) | GA    | Craig Smith       | 1983 | 201  | 113  |
| 7  | Stati Uniti (bandiera) | G     | Greg Buckner      | 1976 | 193  | 95   |
| 8  | Stati Uniti (bandiera) | A     | Ryan Gomes        | 1982 | 201  | 113  |
| 15 | Stati Uniti (bandiera) | A     | Gerald Green      | 1986 | 203  | 91   |
| 22 | Stati Uniti (bandiera) | A     | Corey Brewer      | 1986 | 206  | 84   |
| 24 | Stati Uniti (bandiera) | A     | Antoine Walker    | 1976 | 203  | 102  |
| 25 | Stati Uniti (bandiera) | A     | Al Jefferson      | 1985 | 208  | 120  |
| 30 | Stati Uniti (bandiera) | G     | Kirk Snyder       | 1983 | 198  | 102  |
| 32 | Stati Uniti (bandiera) | A     | Chris Richard     | 1984 | 206  | 122  |
| 35 | Stati Uniti (bandiera) | A     | Mark Madsen       | 1976 | 206  | 109  |
| 42 | Stati Uniti (bandiera) | AC    | Theo Ratliff      | 1973 | 208  | 102  |
| 51 | Stati Uniti (bandiera) | C     | Michael Doleac    | 1977 | 211  | 119  |
| 55 | Serbia (bandiera)      | G     | Marko Jarić       | 1978 | 201  | 90   |

## Staff tecnico
- Allenatore: Randy Wittman
- Vice-allenatori: Bob Ociepka, Jerry Sichting, J.B. Bickerstaff, Ed Pinckney
- Vice-allenatore/scout: Brent Haskins
- Preparatore fisico: Dave Vitel
- Preparatore atletico: Gregg Farnam